# Ischyropalpus vividus
Ischyropalpus vividus är en skalbaggsart som först beskrevs av Thomas Casey 1895.  Ischyropalpus vividus ingår i släktet Ischyropalpus och familjen kvickbaggar. Inga underarter finns listade i Catalogue of Life.